# Eriosorus ascendens
Eriosorus ascendens là một loài dương xỉ trong họ Pteridaceae. Loài này được A.R. Sm. & M. Kessler mô tả khoa học đầu tiên năm 2007.